# Stojkowo (obwód Chaskowo)
Stojkowo (bułg. Стойково, dawniej Dupali) – wieś w południowej Bułgarii, w obwodzie Chaskowo, w gminie Chaskowo. Według danych Narodowego Instytutu Statystycznego, 31 grudnia 2011 roku wieś liczyła 175 mieszkańców.
Tutaj znajduje się płyta poświęcona pamięci Mitjo Mitewa, mieszkańca Stojkowa, który zginął w inwazji na Rosję.